# Eerste Kamerverkiezingen 1907
De Eerste Kamerverkiezingen 1907 waren reguliere Nederlandse verkiezingen voor de Eerste Kamer der Staten-Generaal. Zij vonden plaats op 9 juli 1907.
De verkiezingen werden gehouden voor een derde deel van de zittende leden van de Eerste Kamer van wie de zittingstermijn afliep.  Bij deze verkiezingen kozen de leden van Provinciale Staten - die bij de Statenverkiezingen in juni 1907 gekozen waren - in tien kiesgroepen naar provincie zeventien nieuwe leden.
De uitslag van de verkiezingen was als volgt:
| Partij                         | Zetels | Zetels | Zetels | Zetels | Zetels | Zetelverdeling naar provincie | Zetelverdeling naar provincie | Zetelverdeling naar provincie | Zetelverdeling naar provincie | Zetelverdeling naar provincie | Zetelverdeling naar provincie | Zetelverdeling naar provincie | Zetelverdeling naar provincie | Zetelverdeling naar provincie | Zetelverdeling naar provincie | Zetelverdeling naar provincie |
| Partij                         | 1904   | Af     | Bij    | 1907   | +/−    | Gr                            | F                             | D                             | O                             | Ge                            | U                             | NH                            | ZH                            | Z                             | NB                            | L                             |
| ------------------------------ | ------ | ------ | ------ | ------ | ------ | ----------------------------- | ----------------------------- | ----------------------------- | ----------------------------- | ----------------------------- | ----------------------------- | ----------------------------- | ----------------------------- | ----------------------------- | ----------------------------- | ----------------------------- |
| Algemeene Bond                 | 18     | 8      | 8      | 18     | 0      |                               |                               |                               | 1                             | 3                             | 1                             |                               | 4                             |                               | 6                             | 3                             |
| Liberale Unie                  | 12     | 5      | 6      | 13     | +1     | 3                             | 2                             | 2                             |                               |                               |                               | 6                             |                               |                               |                               |                               |
| Anti-Revolutionaire Partij     | 8/9    | 3      | 3      | 9      | 0      |                               |                               |                               | 1                             | 2                             | 1                             |                               | 4                             | 1                             |                               |                               |
| Bond van Vrije Liberalen       | 7      | 1      | 0      | 6      | −1     |                               | 2                             |                               | 1                             |                               |                               | 3                             |                               |                               |                               |                               |
| Christelijk-Historische Partij | 5/4    | 0      | 0      | 4      | 0      |                               |                               |                               |                               | 1                             |                               |                               | 2                             | 1                             |                               |                               |
| totaal                         | 50     | 17     | 17     | 50     | 0      | 3                             | 4                             | 2                             | 3                             | 6                             | 2                             | 9                             | 10                            | 2                             | 6                             | 3                             |

## Gekozenen
Bij deze verkiezingen waren zeventien leden aftredend, van wie zestien herkozen werden. De stemming voor de resterende vacature had het volgende resultaat:
- Door Provinciale Staten van Friesland werd Reitze Bloembergen (Liberale Unie) gekozen in de vacature ontstaan door het periodiek aftreden van Samuel van Houten (Bond van Vrije Liberalen). [9]

De zittingsperiode van de Eerste Kamer ging in op 17 september 1907. De zittingstermijn van de gekozen Kamerleden bedroeg negen jaar.
*1850 · 1853 · 1856 · 1859 · 1862 · 1865 · 1868 · 1871 · 1874 · 1877 · 1880 · 1883 · *1884 · 1887 (I) · *1887 (II) · *1888 · 1890 · 1893 · 1896 · 1899 · 1902 · *1904 · 1907 · 1910 · 1913 · 1916 · *1917 · 1919 · *1922 · *1923 · 1926 · 1929 · 1932 · 1935 · *1937 · *1946 · *1948 · 1951 · *1952 · 1955 · *1956 (I) · *1956 (II) · 1960 · *1963 · 1966 · 1969 · *1971 · 1974 · 1977 · 1980 · *1981 · *1983 · *1986 · 1987 · 1991 · 1995 · 1999 · 2003 · 2007 · 2011 · 2015 · 2019 · 2023

* algemene verkiezingen in verband met vervroegde ontbinding van de Eerste Kamer

vanaf 1987 bedraagt de vaste zittingstermijn van de Eerste Kamer vier jaar